# For Absent Friends
For Absent Friends (en español: "Para los que ya no están") es una canción de la banda inglesa de rock progresivo Genesis, la cual fue lanzada en su tercer álbum, Nursery Cryme, del año 1971. La relevancia de la canción reside en el hecho de que es la primera canción del grupo en tener al baterista Phil Collins como vocalista principal, aunque en los créditos del álbum no se haga mención de ello.
En contraste con las otras canciones del álbum que la acompañan, es una pieza acústica de corta duración (menos de dos minutos) con un estilo folk, incluyendo muchas armonías vocales diferentes por parte de Collins. Las letras representan una nostálgica mañana de domingo en Inglaterra, donde se puede detectar reminiscencias de la niñez de los miembros del grupo; fueron escritas íntegramente por los miembros recién llegados: Phil Collins y Steve Hackett.
Más allá del tema que trata y de su orientación acústica, la canción sólo se relaciona con otros números acústicos de la época en que el guitarrista Anthony Phillips aún formaba parte de la banda. El sonido de Genesis se estaba cristalizando y se apartaba del sonido folk con el cual se originó; así, éste se acercaba más al de la música clásica.
"For Absent Friends" fue escrita en la primavera de 1971 como un esfuerzo colectivo del grupo, y fue grabada en agosto de 1971. Formó parte del primer lado del álbum (en las ediciones originales de LP y casete). Se encuentra entre las canciones The Musical Box y The Return Of The Giant Hogweed, con la idea de proveer un momento más suave entre dichas piezas más fuertes y de larga duración (aproximadamente cada una tiene diez minutos).
La canción fue interpretada muy raras veces en vivo y fue descartada rápidamente del repertorio del grupo; por ello, a los fanes les dio la impresión de que básicamente era una canción para rellenar el álbum. Richard Sinclair ofrece un cover interesante de la misma en su álbum tributo "Supper's Ready", mientras que Hackett la grabó con un arreglo totalmente diferente en 1996 para su álbum Genesis Revisited, donde la canción se convierte en un lento vals acompañado por una orquesta sinfónica. 

## Formación
- Phil Collins: Voz principal
- Peter Gabriel: Coros
- Mike Rutherford y Steve Hackett: Guitarra acústica
- Tony Banks: Piano Hohner

- Datos: Q11681890